# 皮埃爾·德·米拉爾
皮埃爾·德·米拉爾（法語：Pierre de Milard，1736年—1778年），又名舍瓦利耶·米拉爾（Chevalier Milard），法國海軍軍官，後成為緬甸皇家軍隊軍官。

## 生平
米拉爾於1756年以法國海軍軍官身份，跟隨兩艘法國軍艦來到丁因支援漢達瓦底，參加對抗貢榜王朝的戰爭。他加入法國軍官西厄爾·德·布呂諾的麾下，對抗貢榜軍隊對丁因的攻擊。1756年7月，貢榜王阿朗帕耶（雍笈牙）佔領了丁因，兩艘法國軍艦亦被俘虜。布呂諾被殺，其麾下水手被迫加入緬甸軍隊。米拉爾亦是其中的一員，當時他年僅二十歲。這些裝備有滑膛槍的法國士兵後來成為了緬甸軍隊的精銳，曾參與對孟族戰爭、1759年至1767年對暹羅阿瑜陀耶王國的戰爭、以及1766年至1769年對中國的戰爭。
米拉爾最終被緬甸王提拔為衛隊隊長。
在對暹羅和中國的戰爭中，米拉爾重新開啟了緬甸同法國之間的聯繫，以尋求獲得武器補給。1770年恢復了商業來往，法國在仰光重新建立造船場。
米拉爾與緬甸王辛標信關係非常親密，有時候他與辛標信同在一個房間睡覺，以防止因為繼承人糾紛而導致的可能發生的襲擊。

## 相關人物
- 菲利佩·德·布里托-尼科特
- 康斯坦丁·華爾康